# Плоское (Дмитровский район)
Пло́ское — село в Дмитровском районе Орловской области России. Административный центр Плосковского сельского поселения.

## География
Расположено на юго-востоке района, в 26 км к юго-востоку от Дмитровска на реке Чернь при впадении в неё реки Чечеры. К югу от села проходит граница с Железногорским районом Курской области. Высота над уровнем моря 228 м.

## Этимология
Село получило название от рельефа местности, в которой расположено.

## История
В XVII—XVIII веках село входило в состав Кромского уезда. Уже в начале XVIII века здесь действовал православный храм, освящённый в честь Успения Пресвятой Богородицы. К приходу Успенского храма, помимо жителей Плоского, было приписано население соседних деревень: Апойкова, Гремячьего, Ждановки, Кучеряевки и Хитровки. С конца XVIII века село входило в состав Дмитровского уезда Орловской губернии.
В 1866 году в бывшем владельческом селе Плоском было 60 дворов, проживал 531 человек (254 мужского пола и 277 женского), действовали: православный Успенский храм, винокуренный завод, мельница, 4 маслобойни. В 1877 году в селе было 111 дворов, проживало 662 человека, действовали православный Успенский храм и лавка. С 1861 по 1880-е годы Плоское было административным центром Площанской волости Дмитровского уезда. С конца XIX века в составе Волковской волости.
В 1926 году в селе было 206 хозяйств (в т. ч. 201 крестьянского типа), проживало 1147 человек (504 мужского пола и 643 женского), действовали: школа 1-й ступени, красный уголок, государственное торговое заведение IV разряда, 2 кооперативных торговых заведения III разряда, частное торговое заведение II разряда. В то время Плоское было административным центром Плосковского сельсовета Волковской волости Дмитровского уезда. В 1937 году в селе было 190 дворов. Во время Великой Отечественной войны, с октября 1941 года по август 1943 года, находилось в зоне немецко-фашистской оккупации. По состоянию на 1945 год в Плоском действовали 2 колхоза: «Красный Труженик» и «Новый Строй».

## Храм Успения Пресвятой Богородицы
В начале 1865 года при Успенском храме было открыто приходское попечительство. В то время в церкви служили священники Михаил Бунин и Александр Семов.

## Население
| 1853 | 1866 | 1877 | 1897 | 1926  | 1979 | 2002 |
| ---- | ---- | ---- | ---- | ----- | ---- | ---- |
| 504  | ↗531 | ↗662 | ↗962 | ↗1147 | ↘345 | ↘182 |
| 2010 |      |      |      |       |      |      |
| ↘152 |      |      |      |       |      |      |

## Памятник истории
В селе находится братская могила советских воинов, погибших в боях с немецко-фашистскими захватчиками в 1943 году. Всего захоронен 2861 человек. У всех установлены имена.